# Andy Williams

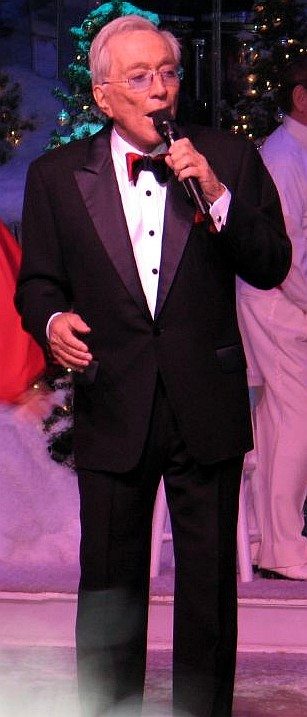
Andy Williams, 2006

Howard Andrew „Andy” Williams (ur. 3 grudnia 1927 w Wall Lake w stanie Iowa, zm. 25 września 2012 w Branson w stanie Missouri) – amerykański piosenkarz solowy. Jeden z najbardziej znanych przedstawicieli popu tradycyjnego. Jego głos został uznany przez prezydenta Ronalda Reagana za „skarb narodowy”.

## Wczesne lata oraz kariera
Andy Williams urodził się w Wall Lake w stanie Iowa jako syn Jaya Emersona i Florence (z domu Finley) Williams. Ukończył Western Hills High School w Cincinnati. Miał trzech starszych braci: Boba (1918-2003), Dona (1922-2022) i Dicka (1926-2018), z którymi w 1938 roku wspólnie występował jako Williams Brothers, najpierw w stacji radiowej WHO w Des Moines w stanie Iowa, a później w stacji radiowej WLS w Chicago oraz w WLW w Cincinnati. Kwartet występował razem do 1954 roku. W 1944 roku Williams Brothers wraz z Bingiem Crosbym nagrali utwór „Swinging on a Star”.

## Kariera solowa
Karierę solową rozpoczął w 1953 roku od nagrania sześciu utworów. Następnie podpisał kontrakt z małą wytwórnią Cadence Records, prowadzoną przez dyrygenta Archiego Bleyera. W 1956 roku jego singel „Canadian Sunset” dotarł na siódme miejsce listy przebojów Top Ten, a cover utworu Butterfly Charliego Gracie, wykonany przez Williamsa w lutym 1957 roku, uzyskał pierwsze miejsce na tej liście. Wiele innych jego utworów trafiało na listy przebojów m.in.: The Hawaiian Wedding Song (miejsce jedenaste), Are You Sincere (trzecie m. w lutym 1958), The Village of St. Bernadette (siódme m. w grudniu 1959), Lonely Street (piąte m. we wrześniu 1959), oraz I Like Your Kind Of Love (ósme m. w maju 1957).
W 1961 roku podpisał kontrakt z wytwórnią Columbia Records, dzięki której wydał kolejny przebój Can't Get Used To Losing You. W 1968 roku artysta pomimo tego, że był jeszcze związany umową z Columbia Records, stworzył odrębną spółkę o nazwie Barnaby Records, która w latach 70 wydała kilka przebojów, m.in. singiel „Everything is beautiful” (1970) i „The Streak” Raya Stevensa czy album Jimiego Buffetta Jimmy Buffett Down to Earth (1970). Barnaby Records zakończyło działalność jako wytwórnia muzyczna pod koniec lat 70.
Williams był najbardziej popularnym wokalistą w kraju, otrzymał 18 złotych płyt. Wśród jego hitów znajdowały się „Moon River”, „Days of Wine and Roses”, „The Andy Williams Christmas Album”, „Dear Heart”, „The Shadow of Your Smile”, „Love”, „Andy”, „Get Together with Andy Williams”, i „Love Story”. Nagrania te, wraz z jego naturalnym talentem do muzyki w latach 60 i 70, czynią go jednym z najlepszych wokalistów tamtej epoki.
5 sierpnia 1966 roku Williams pojawił się na otwarciu luksusowego hotelu i kasyna Caesars Palace w Las Vegas w stanie Nevada. Od tego występu był gwiazdą hotelu przez następne dwadzieścia lat. W 1968 roku Columbia wydała nagranie dwóch utworów, które Williams zaśpiewał na pogrzebie Roberta Kennedy’ego: „Ave Maria” i „The Battle Hymn of the Republic”. Nagrania te nigdy nie zostały wydane na płytach LP. W 1999 roku jego singel Music to Watch Girls By z 1967 roku pojawił się w angielskiej reklamie Fiata Punto a następnie w reklamie Pesi, co sprawiło, że utwór ten dostał się na dziewiąte miejsce listy przebojów. Wkrótce po tym artysta odbył tournée po Wielkiej Brytanii oraz zyskał przydomek „The Emperor of Easy”.

## Kariera telewizyjna
Od 1959 roku prowadził program telewizyjny The Andy Williams Show. Pomimo że program ten był generalnie klasyfikowany jako muzyczny show, słynął także z krótkich komediowych skeczy. Program zdobył trzy Nagrody Emmy za wyjątkową różnorodność programu. Williams był gospodarzem kolejnych siedmiu największych transmisji z rozdania Nagród Grammy (1971-1977).
Karykatura Williamsa znalazła się w montażu karykatur na płycie „Ringo” Ringo Starr w 1973 roku.

## Śmierć
Andy Williams zmarł 25 września 2012 roku w Branson po roku walki z chorobą nowotworową. Miał 84 lata.

## Życie prywatne
15 grudnia 1961 roku Andy Williams ożenił się z tancerką Claudine Longet. Para doczekała się trójki dzieci: Noelle, Christiana i Roberta. Po długiej separacji Claudine i Andy rozwiedli się w 1975. 3 maja 1991 roku Andy Williams poślubił Debbie Meyer.

## Dyskografia
- Andy Williams Sings Steve Allen (1956)
- Andy Williams Sings Rodgers and Hammerstein (1958)
- Two Time Winners (1959)
- To You Sweetheart, Aloha (1959)
- Lonely Street (1959)
- The Village of St. Bernadette (1960)
- Under Paris Skies (1960)
- Danny Boy and Other Songs I Love to Sing (1962)
- Moon River and Other Great Movie Themes (1962)
- Warm and Willing (1962)
- Days of Wine and Roses and Other TV Requests (1963)
- The Andy Williams Christmas Album (1963)
- The Wonderful World of Andy Williams (1964)
- The Academy Award-Winning "Call Me Irresponsible" and Other Hit Songs from the Movies (1964)
- The Great Songs from "My Fair Lady" and Other Broadway Hits (1964)
- Andy Williams' Dear Heart (1965)
- Merry Christmas (1965)
- The Shadow of Your Smile (1966)
- In the Arms of Love (1966)
- Born Free (1967)
- Love, Andy (1967)
- Honey (1968)
- Happy Heart (1969)
- Get Together with Andy Williams (1969)
- Raindrops Keep Fallin' on My Head (1970)
- The Andy Williams Show (1970)
- Love Story (1971)
- You've Got a Friend (1971)
- Love Theme from "The Godfather" (1972)
- Alone Again (Naturally) (1972)
- Solitaire (1973)
- The Way We Were (1974)
- Christmas Present (1974)
- You Lay So Easy on My Mind (1974)
- The Other Side of Me (1975)
- Andy (1976)
- Let's Love While We Can (1980)
- Greatest Love Classics (1984)
- Close Enough for Love (1986)
- I Still Believe in Santa Claus (1990)
- Nashville (1991)
- We Need a Little Christmas (1995)
- I Don't Remember Ever Growing Up (2007)

## Filmografia
- Janie (1944)
- Kansas City Kitty (1944)
- Ladies' Man (1947)
- Something in the Wind (1947)
- The Man in the Moon (1960)
- I'd Rather Be Rich (1964)
- Dorival Caymmi (1999) – dokumentalny
- Sebring (2009) – dokumentalny